# Згорня Брежниця
Згорня Брежниця (словен. Zgornja Brežnica) — поселення в общині Словенська Бистриця, Подравський регіон‎, Словенія.